# Улица Десантников (Санкт-Петербург)
Улица Деса́нтников — меридиональная улица в жилом районе Юго-Запад Красносельского административного района Санкт-Петербурга. Проходит от улицы Маршала Казакова до Петергофского шоссе. Параллельна Брестскому бульвару. По улице Десантников проходит граница между муниципальными округами Южно-Приморский и Юго-Запад. Между Брестским бульваром и улицей Десантников проходит линия электропередачи.

## История

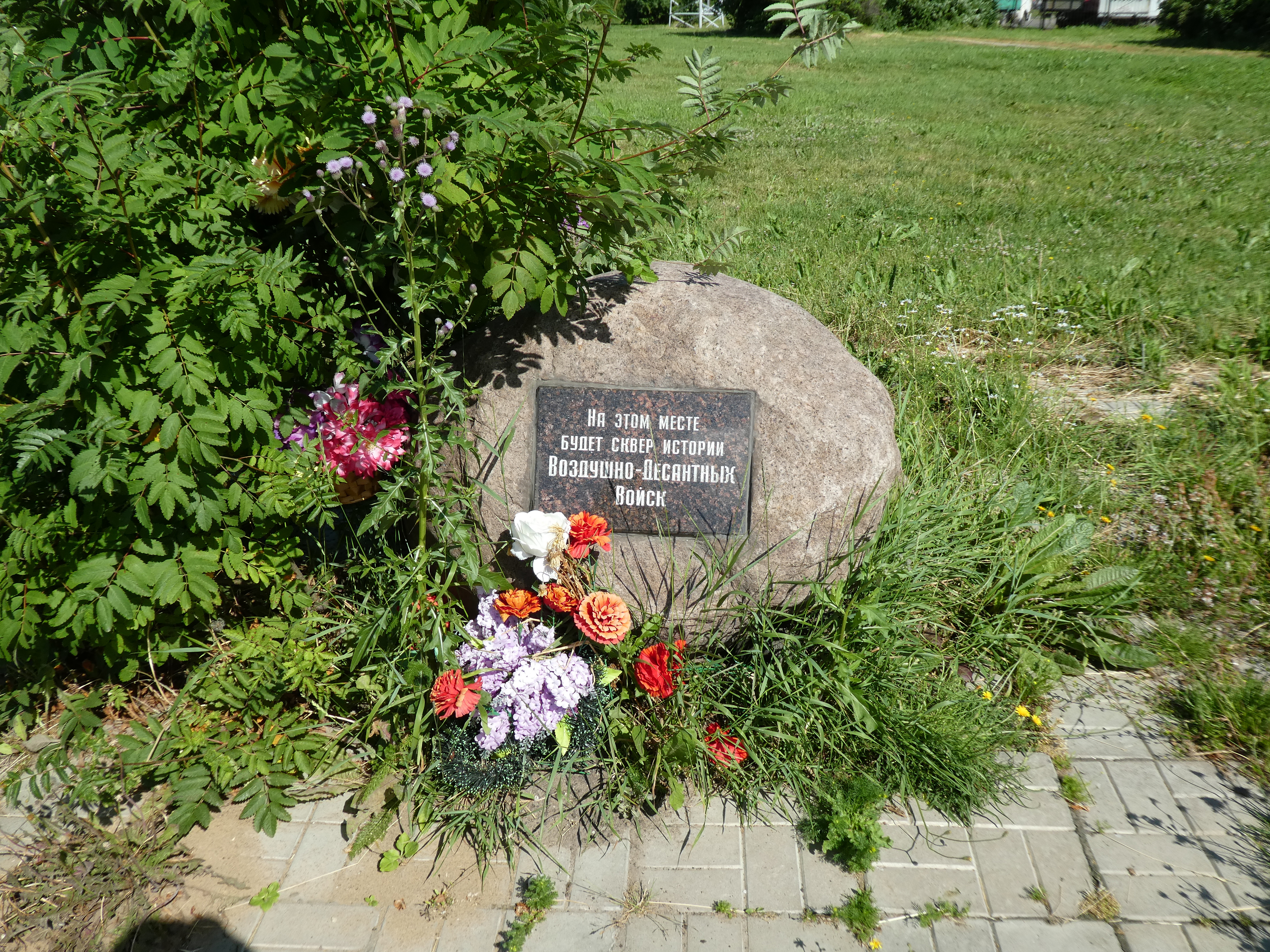
Закладной камень сквера истории Воздушно-десантных войск

Улица получила название 16 октября 1978 года в честь воинов-десантников. Как и у многих улиц Красносельского и Кировского района название связано с памятью о Великой Отечественной войне.
В 2013 году на пересечении улицы Десантников и Петергофского шоссе установлен закладной камень. В дальнейшем здесь предполагается соорудить монумент и разбить Сквер истории Воздушно-десантных войск.

## Пересечения
С севера на юг (по увеличению нумерации домов) улицу Десантников пересекают следующие улицы:
- улица Маршала Казакова — улица Десантников примыкает к ней;
- Ленинский проспект — пересечение;
- улица Маршала Захарова — пересечение;
- улица Рихарда Зорге — примыкание;
- Петергофское шоссе — улица Десантников примыкает к боковому проезду.

## Транспорт
Ближайшие к улице Десантников станции метро — «Проспект Ветеранов» (около 3 км по прямой от конца улицы), «Автово» (около 3,2 км по прямой от начала улицы) и «Ленинский проспект» (около 3,6 км по прямой от начала улицы) 1-й (Кировско-Выборгской) линии.
На расстоянии около 1,3 км от начала улицы Десантников по улице Маршала Казакова, у пересечения последней с проспектом Маршала Жукова, в 2024 году планируется открытие станции «Юго-Западная» 6-й (Красносельско-Калининской) линии.
По улице Десантников проходит трамвайная линия (маршрут № 60), а также автобусные маршруты № 87, 111, 142, 243 и 333. На участке от Петергофского шоссе до Ленинского проспекта трамвайная линия с кольцом «Ленинский проспект» была проложена в 1983 году. В 1988 году трамвайная линия по улице Десантников была соединена с улицей Маршала Казакова, а кольцо на Ленинском проспекте ликвидировано.
Ближайшие к улице Десантников остановочные пункты железной дороги, Лигово и Ульянка, расположены на расстоянии около 2,8 км по прямой от конца улицы.

## Общественно значимые объекты
- рынок «Юнона» — напротив примыкания к улице Маршала Казакова[8];
- начальная школа-детский сад № 428 — улица Маршала Казакова, дом 40, корпус 2;
- лицей № 590 — улица Котина, дом 6, корпус 3;
- детский сад № 62 — дом 20, корпус 2;
- детский сад № 53 — улица Маршала Захарова, дом 27, корпус 4[9][10];
- детский сад № 49 — Петергофское шоссе, дом 7, корпус 2;
- сквер «Пояс Славы»[неизвестный термин] (напротив примыкания к Петергофскому шоссе)[уточнить].

## Перспективы развития
Согласно «Реестру названий объектов городской среды Санкт-Петербурга» улица Десантников должна начинаться от планируемого продолжения улицы Морской Пехоты.